# Morpho martini
Morpho martini är en fjärilsart som beskrevs av Friedrich Wilhelm Niepelt 1933. Morpho martini ingår i släktet Morpho och familjen praktfjärilar. Inga underarter finns listade i Catalogue of Life.